# Tegel Projekt
Die Tegel Projekt GmbH ist ein landeseigenes Unternehmen in Berlin. Sie ist damit beauftragt, den Flughafen Tegel in eine neue Nutzungsphase zu überführen. Der erste Bebauungsplan wurde weitgehend verabschiedet und der Umbau wurde begonnen.

## Vorplanungen
Das Bezirksamt Reinickendorf, die Bundesanstalt für Immobilienaufgaben, Planungsteams, Senatsressorts, sowie Experten verschiedener Fachdisziplinen und die Stadtöffentlichkeit haben in einem transparenten Verfahren zur weiteren Entwicklung beigetragen. Es wurden mehrere Standortkonferenzen durchgeführt. In der sogenannten "Werkstatt Tegel 1" und "Werkstatt Tegel 2" wurden verschiedene Zukunftsszenarien für das Projekt entwickelt und zur Diskussion gestellt.
Bei der Standortbewertung wurden dabei unterschiedlicher Nutzungen, beginnend von großflächigem Einzelhandel über Büros, Gewerbe, Logistik bis hin zum Studieren, Wohnen sowie Freizeit untersucht. In Abstimmungsrunden wurde der Prozess mit den Senatsverwaltungen sowie den zuständigen Ortsämtern von Reinickendorf, Mitte, Charlottenburg-Wilmersdorf und Spandau begleitet.
Geplant und diskutiert wurden u. a. auch Zwischennutzungen oder temporäre Nutzungen sofort nach der Einstellung des Flugbetriebes wie
- Festivals im großen Flugzeughangar
- Großveranstaltungen in den Bereichen Freizeit und Sport
- Hochleistungssportzentren
- Freizeitparks sowie
- Energiegewinnung mit Solarkraftwerken

und Gewerbe oder Wohnungsbau wurden ebenfalls als Nachnutzungen von temporären Großevents wie einer Olympiade oder einer Weltausstellung angesprochen.
Daraus entstanden die endgültigen Planungen des „Forschungs- und Industrieparks Zukunftstechnologie“ in Tegel, der sich aus dem Flughafen Tegel "Otto Lilienthal" zu einem innovativen Standort entwickeln soll. Der Park soll durch attraktive Qualitäten der Stadt und dem Menschen dienen. Diese Qualitäten bestehen aus dem innovativen Konzept, in der herausragenden Verkehrsanbindung sowie der Lage und Größe der Fläche mit mehreren Anbindungen an natürlicher inspirierender Umgebung wie Jungfernheide und dem Tegeler See.
Inzwischen ist die Planung für das Airport-Areal, ein 460 ha großes Gelände, weitgehend abgeschlossen. Es war eine Herausforderung und gilt inzwischen als ein riesiges, wenn nicht größtes Stadtentwicklungsprojekt Europas. Die Fläche ist hervorragend an das Autobahn- und Wasserstraßennetz (Borsighafen im Tegeler See, Westhafen) angebunden. Eine Besonderheit wird die integrierte Hochschule mit Campus und den dazugehörigen Studentenwohnungen. Hier treffen Wissenschaft und Forschung auf Industrie und Gewerbe, auf Start-ups mit Investoren und bieten entsprechendes Arbeits- und Wohnumfeld mit kurzen Wegen und hohem Freizeitwert. Ein Potenzial für über 20.000 hochmoderne Arbeitsplätze für das Leben und Arbeiten in dem Stadtviertel von morgen. Das Schumacher Quartier wird als das größte urbane Wohnviertel der Welt in Holzbauweise als ökologisches Wohnviertel für über 10.000 Menschen entstehen.

## Flächenübergabe im August 2021

Flughafen Berlin TXL

Der Startschuss erfolgte im August 2021 mit der Flächenübergabe für die Realisierung des künftigen Forschungs- und Industrieparks Berlin TXL – The Urban Tech Republic. Zur Schlüsselübergabe an die Tegel Projekt GmbH wurde eine vorgezogene Besitzüberlassung unterzeichnet, da die Frage, wie viel Geld das Land Berlin dem Bund für das Gelände zahlt, noch offen ist. Der maximal mögliche Kaufpreis für das 495 Hektar große Areal könnte 274,5 Millionen Euro betragen.
2022 haben die Tiefbau- und Sanierungsarbeiten begonnen und der 1. Bauabschnitts der Urban Tech Republic soll 2027 fertig sein, ebenso der Großteil der Gebäudesanierungen.
Für das Tegel Projekt wurden sechs Kernthemen definiert:
- klimaneutrale Energiesysteme und der effiziente Einsatz von Energie
- umweltschonende Mobilität
- sauberes Wasser
- Recycling
- der Einsatz neuer Materialien für Anwendungen wie nachhaltiges Bauen sowie
- die vernetzte Steuerung von Systemen[3]

In das sechseckige Herzstück des alten Flughafens, in das Terminal A, soll ab 2028 ein Teil der Beuth-Hochschule für Technik mit 2.500 Studierende einziehen. Auf den früheren Parkplätzen im Hof des ehemaligen Terminals sind Flächen für Gartenbau und die Elektromobilität geplant und sollte 2017 bezogen werden.
Auszubildende der Feuerwehr sollen im hohen Flugzeughangar zukünftig lernen, wie man schwierige Brände löscht.
Philipp Bouteiller hat als Geschäftsführer die landeseigene Tegel Projekt GmbH aufgebaut und das Konzept und die Pläne mit seinem Team erarbeitet und erfolgreich durchgesetzt. Eigentlich hätte die Schlüsselübergabe bereits am 3. September 2012 stattfinden sollen, verzögerte sich aber wegen der späten Fertigstellung des neuen Flughafens. Bouteiller hat das Unternehmen am 31. März 2022 auf eigenen Wunsch verlassen und an Mit-Geschäftsführerin Gudrun Sack übergeben.

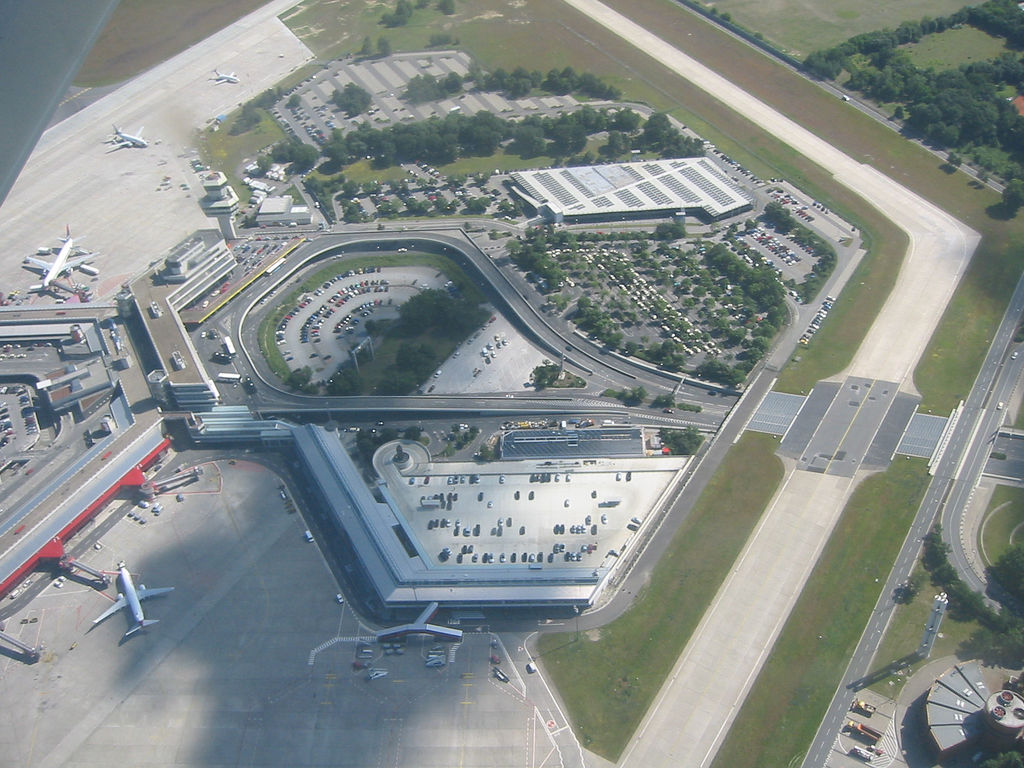
Luftbild des Hauptgebäudes und Parkplatz